# Szept serca
Szept serca (jap. 耳をすませば Mimi o sumaseba) – pełnometrażowy film anime z gatunku shōjo, wyprodukowany w 1995 na podstawie mangi o tym samym tytule. W Polsce film dystrybuowany jest przez Monolith Video od 2007 roku.

## Opis fabuły
Główną bohaterką Szeptu serca jest Shizuku Tsukishima, uczennica gimnazjum w mieście Tama wchodzącym w skład Tokio. Kocha czytanie książek, zajmuje się też tłumaczeniem amerykańskich piosenek na japoński. Rodzice wypominają jej, że nie poświęca dostatecznej uwagi szkole i nie przygotowuje się wystarczająco do zbliżających się egzaminów.
Pewnego razu Shizuku, jadąc w pociągu, widzi siedzącego w tym samym przedziale kota. Idzie za nim gdy ten wychodzi z pociągu. Kot doprowadza ją w końcu do niezwykłego sklepu, prowadzonego przez uprzejmego starszego pana. Okazuje się później, że ów mężczyzna jest dziadkiem Seiji Amasawa, chłopca chodzącego do tej samej szkoły, do której uczęszcza Shizuku. "Seiji Amasawa" często powtarzało się na kartach wypożyczeń w książkach ze szkolnej biblioteki, czytanych przez Shizuku. Dziewczyna się w nim zakochuje. Okazuje się też, że Seiji w wolnych chwilach wyrabia z drewna skrzypce. Shizuku, zawstydzona że sama nie ma żadnych poważnych zainteresowań, zaczyna pisać książkę, w czym pomaga jej dziadek Seiji. Powoduje to jednak zupełne "opuszczenie się" w szkole.
Później Seiji wyjeżdża do Włoch, aby nauczyć się zawodu lutnika, o którym marzy.
Film kończy się napisaniem przez Shizuku całej książki i zaliczeniem przez nią egzaminów w szkole. Seiji natomiast wraca z Włoch i oświadcza się jej.